# Вулиця Степана Бандери (Кам'янець-Подільський)
Ву́лиця Степана Бандери — вулиця в місті Кам'янець-Подільський, у місцевості Новий План. Названа на честь одного з лідерів національно-визвольного руху України Степана Бандери.

## Розташування
Вулиця розташована в центрі міста. Пролягає від вулиці Північної, після перехрестя з вулицею Драй-Хмари проїзна частина виходить до території 143-го навчального центру.

## Історія

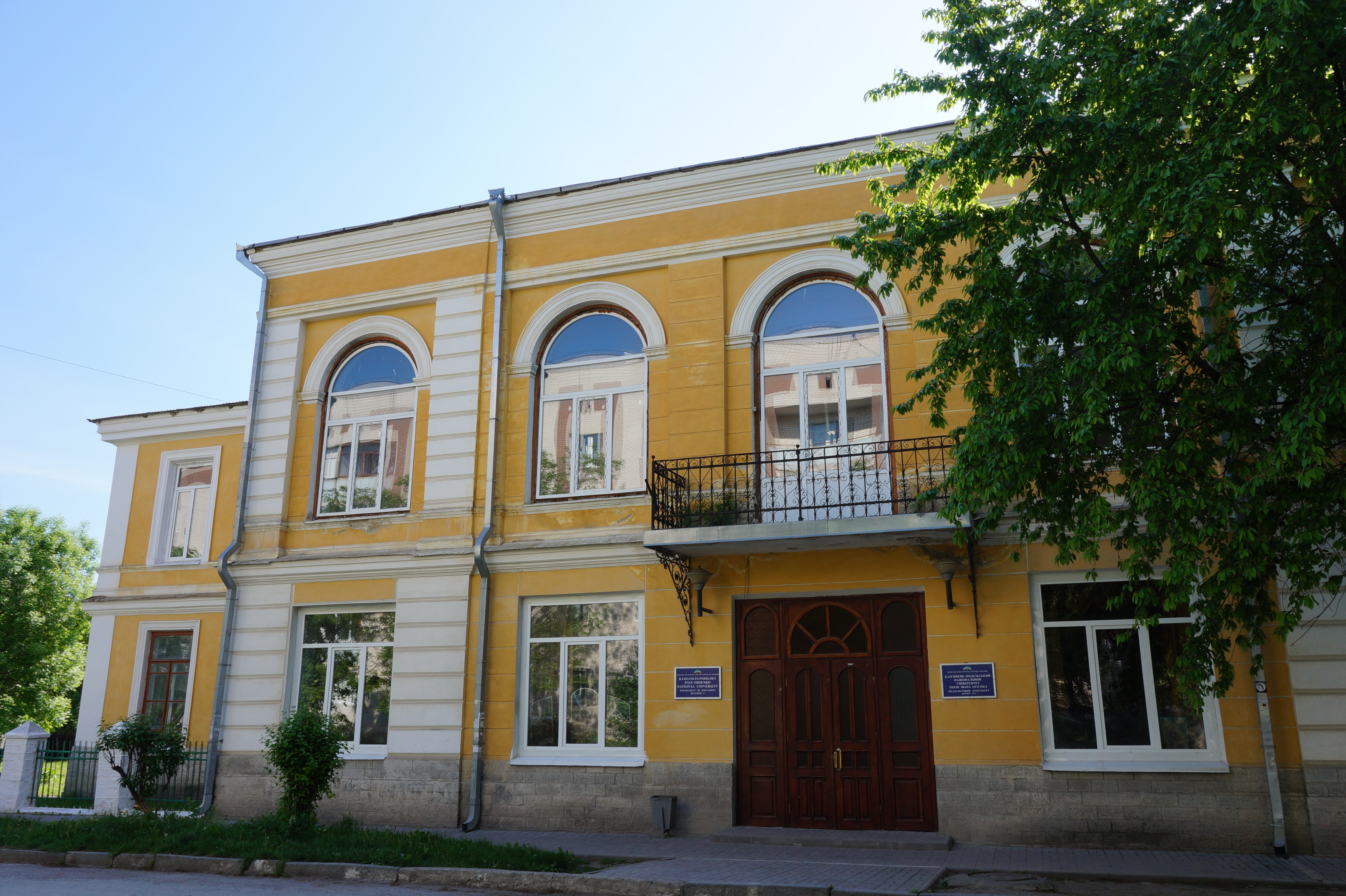
Навчальний корпус, вул. Степана Бандери, 47

Початкова назва вулиці — Лагерна, пішла від того, що у південній частині сучасних проспекту Грушевського та вулиці Степана Бандери розташовувався літній табір кам'янецької залоги.
У списку вулиць за 1927 рік фігурує під назвою «Робфаку». 
9 квітня 1936 року отримала ім’я Постишева.
До 27 квітня 1961 року мала назву Лагерна. У квітні 1961 року в багатьох містах на пам’ять про подію з’явилися вулиці Гагаріна. Не став винятком і Кам’янець. 
8 серпня 2022 року в Кам’янець-Подільській громаді перейменували вулицю Гагаріна на вулицю Степана Бандери. Свою нову назву вулиця отримала на честь головного провідника ОУН, Героя України Степана Бандери.

## Об'єкти

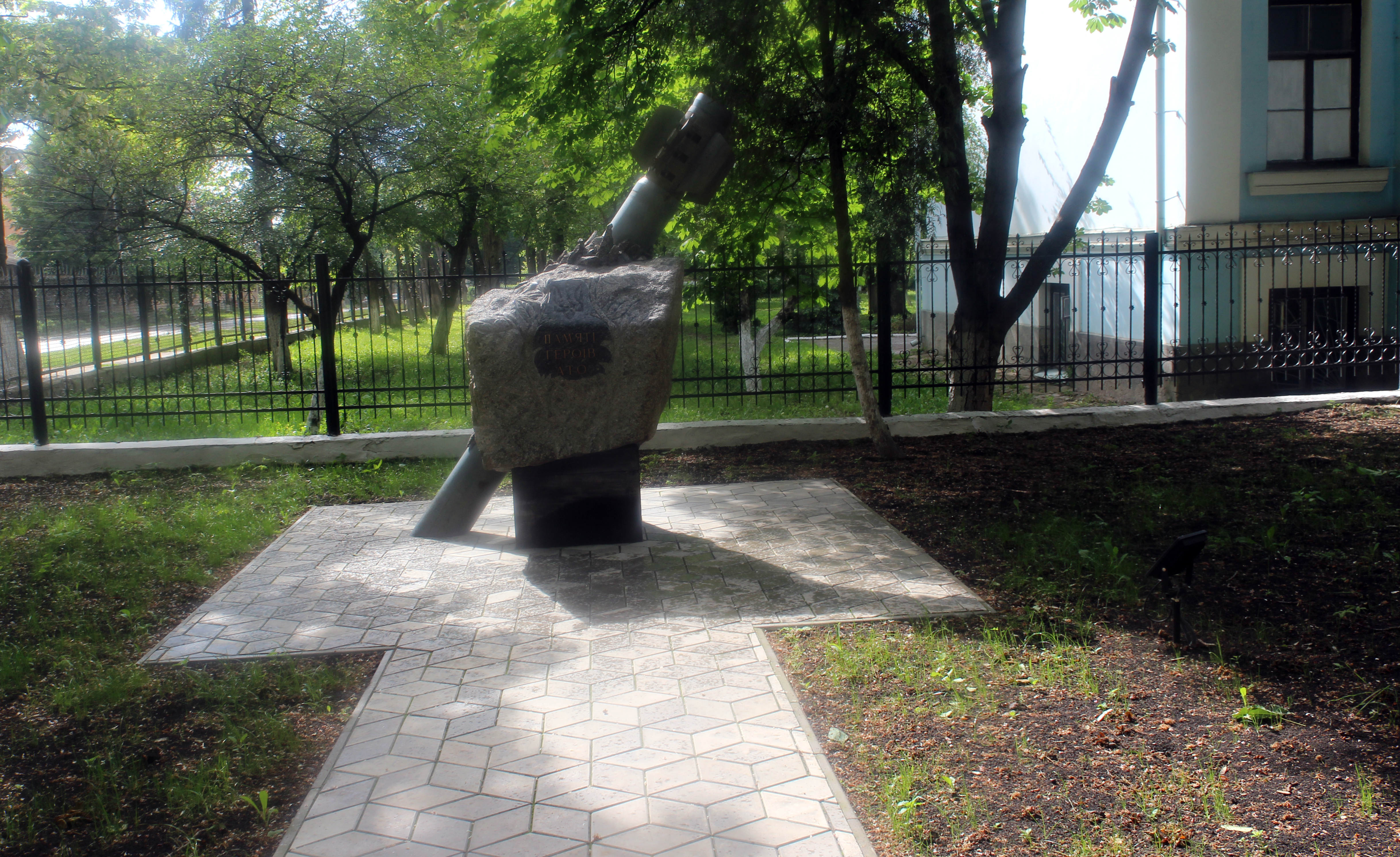
Пам'ятник воїнам АТО

На кам'янецькій вулиці Степана Бандери розташувалися:
- Дошкільний навчальний заклад № 16
- Сільпо
- Пам'ятник воїнам АТО